# Нэнси Дрю (телесериал)
«Нэнси Дрю» (англ. Nancy Drew) — американский телесериал в жанре мистики и детектива. Премьера сериала состоялась 9 октября 2019 года на канале The CW. Это третий телесериал про Нэнси Дрю, после «Братья Харди и Нэнси Дрю: Расследования» (1977—1979) и канадско-американской версии 1995 года.
В октябре 2019 года The CW заказал первый полный сезон. В январе 2020 года The CW продлил сериал на второй сезон, премьера которого состоялась 20 января 2021 года. 3 февраля 2021 года сериал был продлен на третий сезон, премьера которого состоялась 8 октября 2021 года. 22 марта 2022 года телесериал был продлен на четвертый сезон который станет последним. Премьера заключительного сезона состоялась с 31 мая по 23 августа 2023 года.

## Сюжет
18-летняя Нэнси Дрю после окончания средней школы, намеревалась уехать из родного города, чтобы поступить в колледж, но у неё  рушится весь мир. Умирает Кейт Дрю, мама Нэнси, и та, не сумев смириться с её потерей, проваливает поступление. Она устраивается на работу официанткой в "Клешню", где в скором времени было совершено жестокое убийство, и Нэнси оказывается главным подозреваемым в совершении преступления вместе с группой других подростков, присутствовавших на месте происшествия.

## В ролях

### Основной состав
| Актёр             | Персонаж           | Появление в сезонах | Появление в сезонах | Появление в сезонах | Появление в сезонах |
| Актёр             | Персонаж           | 1                   | 2                   | 3                   | Эпизоды             |
| ----------------- | ------------------ | ------------------- | ------------------- | ------------------- | ------------------- |
| Кеннеди Макманн   | Нэнси Дрю          | 18                  | 18                  | 13                  | 49                  |
| Леа Льюис         | Джорджи Фэн        | 18                  | 18                  | 13                  | 49                  |
| Мэддисон Джайзани | Бесс Марвин        | 18                  | 18                  | 13                  | 49                  |
| Тунджи Касим      | Нед «Ник» Никерсон | 18                  | 18                  | 13                  | 49                  |
| Алекс Саксон      | Эйс                | 15                  | 18                  | 13                  | 49                  |
| Альвина Аугуст    | Карен Харт         | 10                  |                     |                     | 10                  |
| Райли Смит        | Райан Хадсон       | 14                  | 14                  | 9                   | 37                  |
| Скотт Вулф        | Карсон Дрю         | 13                  | 14                  | 10                  | 37                  |
| Всего эпизодов    | Всего эпизодов     | 18                  | 18                  | 13                  | 49                  |

### Приглашённые звёзды
- Памела Сью Мартин — Гарриэт Гроссет
- Синид Карри — Тиффани Хадсон
- Курт Лонг — Натан Гомбер
- Стефани Ван Дайк — призрак Люси Сейбл
- Майлз Г. Виллануэва — Оуэн
- Сара Каннинг — Кэтрин «Кейт» Дрю

## Обзор сезонов
| Сезон | Сезон | Эпизоды | Оригинальная дата показа | Оригинальная дата показа |
| Сезон | Сезон | Эпизоды | Премьера сезона          | Финал сезона             |
| ----- | ----- | ------- | ------------------------ | ------------------------ |
|       | 1     | 18      | 9 октября 2019           | 15 апреля 2020           |
|       | 2     | 18      | 20 января 2021           | 2 июня 2021              |
|       | 3     | 13      | 8 октября 2021           | 28 января 2022           |
|       | 4     | 13      | 31 мая 2023              | 23 августа 2023          |

## Список эпизодов

### Сезон 1 (2019—2020)
| № общий | № в сезоне | Название                                                              | Режиссёр          | Автор сценария                          | Дата премьеры   | Зрители в США (млн) |
| --- | ---------- | --------------------------------------------------------------------- | ----------------- | --------------------------------------- | --------------- | ------------------- |
| 1 | 1          | «Пилотный эпизод» «Pilot»                                             | Ларри Тэнг        | Нога Ландау, Джош Шварц и Стэфани Саваж | 9 октября 2019  | 1.18                |
| 18-летняя Нэнси Дрю планирует покинуть свой родной город и поступить в колледж, после окончания средней школы, но оказывается втянутой в сверхъестественную тайну убийства. |            |                                                                       |                   |                                         |                 |                     |
| 2 | 2          | «Секрет старого морга» «Secret Of The Old Morgue»                     | Ларри Тэнг        | Нога Ландау                             | 16 октября 2019 | 0.80                |
| Когда Нэнси узнаёт, что труп Тиффани Хадсон увозят из Хорсшу-Бэй для частного вскрытия, она откладывает своё расследование, связанное с платьем Люси Сэйбл, чтобы выполнить одну из самых рискованных миссий. Тем временем, Бэсс и Эйс прибегают к помощи незнакомки (Кэти Финдлэй) для того, что бы помочь Нэнси. И наконец, город собирается, что бы принять участие в ежегодном ритуале обливания из вёдер, совершаемым в последнюю ночь летнего фестиваля. Приглашённая звезда: Кэти Финдлэй в роли незнакомки. |            |                                                                       |                   |                                         |                 |                     |
| 3 | 3          | «Проклятие тёмной бури» «The Curse Of The Dark Storm»                 | Джон Кретчмер     | Джэсси Штэрн и Лиза Бао                 | 23 октября 2019 | 0.81                |
| Когда "Нор-Истер" попадает в Хорсшу-Бэй, Эйс предупреждает всех, что ураган, как известно, выносит беспокойных духов на берег. Тем временем, Нэнси распрашивает Ника о секретах, которые он хранит. |            |                                                                       |                   |                                         |                 |                     |
| 4 | 4          | «Призрачное кольцо» «The Haunted Ring»                                | Джон Крэтчмер     | Джэсси Штэрн и Лиза Бао                 | 30 октября 2019 | 0.69                |
| Когда приближаются похороны Тиффани Хадсон, её смущённый дух, по-видимому, скитается в Хорсшу-Бэй. Нэнси приглашает Бэсс остаться у неё дома, пытаясь тем самым выяснить, что скрывает Бэсс. Ник пытается справиться с тем, что он узнал о Тиффани. Тем временем, Джорджи неохотно обращается за помощью к необычному источнику, поскольку Эйс сталкивается со значительным человеком из своего прошлого. Наконец, Карсон продолжает советоваться с Райаном, к большому огорчению Нэнси.                            |            |                                                                       |                   |                                         |                 |                     |
| 5 | 5          | «Случай со своенравным духом» «The Case Of The Wayward Spirit»        | Клаудиа Ярми      | Мелинда Хсу Тэйлор и Кэтрин ДиСавино    | 6 ноября 2019   | 0.62                |
| Когда Нэнси понимает, что Джорджи одержима духом Тиффани, она должна действовать быстро, чтобы избавить своего друга от призрачного пассажира, пока не стало слишком поздно. Между тем, таинственный незнакомец Оуэн, попадает в "Коготь" и просит группу выступить на благотворительном гала-концерте, который проходит в загородном клубе, в тот же день. Приглашённая звезда: Майлс Г. Виллануэва в роли Марвина Оуэна, таинственного незнакомца.                                                                |            |                                                                       |                   |                                         |                 |                     |
| 6 | 6          | «Тайна Блэквуд Лодж» «The Mystery Of Blackwood Lodge»                 | Аманда Роу        | Алекс Тауб и Андреа Торнтон Болден      | 13 ноября 2019  | 0.73                |
| 7 | 7          | «Сказка о падшей морской Королеве» «The Tale Of The Fallen Sea Queen» | Бэкка Родригез    | Эрика Харрисон и Кэти Шварц             | 20 ноября 2019  | 0.73                |
| 8 | 8          | «Путь теней» «The Path Of Shadows»                                    | Алексис Острандэр | Джэсси Штэрн                            | 4 декабря 2019  | 0.68                |
| 9 | 9          | «Скрытая лестница» «The Hidden Staircase»                             | Шэннон Коли       | Мелинда Хсу Тэйлор                      | 11 декабря 2019 | 0.74                |
| 10 | 10         | «След отравителя драгоценностей» «The Mark Of The Poisoner's Pearl»   | Сидни Фрилэнд     | Кэтрин ДиСавино и Лиза Бао              | 15 января 2020  | 0.66                |
| 11 | 11         | «Призрак Бонни Скот» «The Phantom Of Bonny Scot»                      | Сидни Фрилэнд     | Кэтрин ДиСавино и Лиза Бао              | 22 января 2020  | 0.54                |
| 12 | 12         | «Леди из Лэркспур Лэйн» «The Lady of Larkspur Lane»                   | Грэг Биман        | Эрика Харрисон                          | 29 января 2020  | 0.63                |
| 13 | 13         | «Шепчущая коробка» «The Whisper Box»                                  | Ларри Тэнг        | Нога Ландау и Алекс Тауб                | 5 февраля 2020  | 0.62                |
| 14 | 14         | «След незваного гостя» «The Sign Of The Uninvited Guest»              | Аманда Роу        | Кэтрин ДиСавино                         | 26 февраля 2020 | 0.59                |
| 15 | 15         | «Ужас Хорзшу Бэй» «The Terror of Horseshoe Bay»                       | Кэти Эстридж      | Джэн Вэстуто и Мелисса Марлетт          | 4 марта 2020    | 0.61                |
| 16 | 16         | «Охота на Нэнси Дрю» «The Haunting Of Nancy Drew»                     | Рубэн Гарсиа      | Нога Ландау и Кэти Шварц                | 11 марта 2020   | 0.67                |
| 17 | 17         | «Девушка в медальоне» «The Girl In The Locket»                        | Ларри Тэнг        | Мелинда Хсу Тэйлор и Лиза Бао           | 8 апреля 2020   | 0.55                |
| 18 | 18         | «Ключ в картине капитана» «The Clue In The Captain's Painting»        | Рамси Никелл      | Эрика Харрисон и Джэсси Штэрн           | 15 апреля 2020  | 0.49                |

### Сезон 2 (2021)
| № общий | № в сезоне | Название                                                              | Режиссёр          | Автор сценария                                     | Дата премьеры   | Произв. код | Зрители в США (млн) |
| --- | ---------- | --------------------------------------------------------------------- | ----------------- | -------------------------------------------------- | --------------- | ----------- | ------------------- |
| 19 | 1          | «Поиски полуночного духа» «The Search For The Midnight Wraith»        | Ларри Тэнг        | Нога Ландау и Мелинда Хсу Тэйлор                   | 20 января 2021  | 201         | 0.50                |
| Нэнси и команда Дрю все еще не оправились от видений своей смерти. Теперь они еще больше осознают, что им нужно придумать план, как остановить Аглаеку, пока не стало слишком поздно. Тем временем детектив Тамура появляется в "Когте", чтобы вызвать Нэнси на допрос, поскольку теперь она подозревается в нападении на таинственную девушку в коме. |            |                                                                       |                   |                                                    |                 |             |                     |
| 20 | 2          | «Встреча потерянных душ» «The Reunion Of Lost Souls»                  | Эдуардо Санчес    | Андреа Торнтон Болден                              | 27 января 2021  | 202         | 0.40                |
| Нэнси и команда Дрю продолжают искать ключи к битве с Аглаекой. Тем временем у Джорджа происходит неудачная первая встреча с навещающей его матерью Ника. Наконец, Карсон и Эйс поговорили по душам. |            |                                                                       |                   |                                                    |                 |             |                     |
| 21 | 3          | «Тайна писателя-затворника» «The Secret Of Solitary Scribe»           | Рэйчэл Рэймист    | Алекс Тауб                                         | 3 февраля 2021  | 203         | 0.46                |
| Нэнси Дрю отважная сыщица и её товарищи всё также испытывают проблемы из-за ужасного проклятия, что наложила на них Аглаэка. Большую часть своей ментальной деятельности они направляют на то, чтобы придумать какую-нибудь хитрость, которая поможет им избавить себя от мучений. Через некоторое время героям удается придумать план, выполнение которого может привести к успешному снятию проклятия. Но часики тикают, так что команде придётся спешить. |            |                                                                       |                   |                                                    |                 |             |                     |
| 22 | 4          | «Участь спрятанного сокровища» «The Fate Of The Buried Treasure»      | Ларри Тэнг        | Селин Гейджэр                                      | 10 февраля 2021 | 204         | 0.46                |
| Нэнси и команда находят способ, который может помочь им избавиться от Аглейки, но для ловушки не хватает нескольких ингредиентов. Успеют ли молодые люди собрать всю необходимую информацию прежде, чем проклятье злодейки исполнится? Между Райаном и Карсоном возрастает напряжение из-за общего беспокойства о будущем Нэнси. |            |                                                                       |                   |                                                    |                 |             |                     |
| 23 | 5          | «Утопленница» «The Drowned Woman»                                     | Ларри Тенг        | Нога Ландау и Мелинда Хсу Тэйлор                   | 17 февраля 2021 | 205         | 0.43                |
| Команда Нэнси продолжает борьбу с Аглейкой, но между подростками начинают зреть разногласия. Смогут ли герои сохранить единство накануне битвы с коварной злодейкой? Бесс совершает ошибку, которая может стоить жизни всем участникам расследования, а у Джордж происходит очень душевное воссоединение с сёстрами. |            |                                                                       |                   |                                                    |                 |             |                     |
| 24 | 6          | «Загадка сломанной куклы» «The Riddle of the Broken Doll»             | Ларри Тенг        | Эрика Харрисон и Андреа Торнтон Болден             | 24 февраля 2021 | 206         | 0.53                |
| Нэнси и команда узнают, что помимо Аглейки им грозит новая опасность и новая битва против сил зла. Удастся ли героям совладать с напряжённой ситуацией и найти ответы на все загадки? Странное поведение Джордж сбивает с толку Ника — смогут ли влюблённые разобраться в своих отношениях? Карсон делает Нэнси предложение, от которого она не сможет отказаться.                                                                                           |            |                                                                       |                   |                                                    |                 |             |                     |
| 25 | 7          | «Легенда об отеле-убийце» «The Legend of the Murder Hotel»            | Роксанна Бенжамин | Кэтрин Дисавино                                    | 10 марта 2021   | 207         | 0.52                |
| К Нэнси обращается за помощью группа молодых девушек, утверждающих, что члена их команды по волейболу похитил призрак. Сможет ли героиня помочь в этой необычной ситуации? Действительно ли за исчезновением стоит сверхъестественная сущность? В это время между Эйсом и Амандой происходит важное событие. |            |                                                                       |                   |                                                    |                 |             |                     |
| 26 | 8          | «Поиски паучьего сапфира» «The Quest for the Spider Sapphire»         | Роксанна Бенжамин | Лиза Бао                                           | 17 марта 2021   | 208         | 0.41                |
| Нэнси и Джордж решают объединить усилия, чтобы изгнать призрака, который то и дело берёт контроль над телом Джордж с тех пор, как команда подростков поборола Аглейку. Удастся ли Нэнси освободить подругу? В это время в жизнь Бесс врывается её прошлое — как девушка отреагирует на новость и сможет ли совладать с чувствами? |            |                                                                       |                   |                                                    |                 |             |                     |
| 27 | 9          | «Договор о кровавом саване» «The Bargain of the Blood Shroud»         | Аманда Роу        | Алекс Тауб                                         | 24 марта 2021   | 209         | 0.42                |
| 28 | 10         | «Заклинание пылающей невесты» «The Spell of the Burning Bride»        | Аманда Роу        | Джесси Штерн                                       | 31 марта 2021   | 210         | 0.38                |
| 29 | 11         | «Возмездие забытой руны» «The Scourge Of The Forgotten Rune»          | Кристин Леман     | Кейт Малони-Шварц                                  | 7 апреля 2021   | 211         | 0.63                |
| 30 | 12         | «След пропавшей свидетельницы» «The Trail of the Missing Witness»     | Кристин Леман     | Мелисса Марлетт и Джен Вестуто                     | 14 апреля 2021  | 212         | 0.61                |
| 31 | 13         | «Маяк острова Лунного камня» «The Beacon of Moonstone Island»         | Рубэн Гарсиа      | Селин Гейджэр                                      | 28 апреля 2021  | 213         | 0.47                |
| 32 | 14         | «В заложниках у невидимого фантома» «The Siege of the Unseen Specter» | Рамси Никелл      | Андреа Торнтон Болден и Лиза Бао                   | 5 мая 2021      | 214         | 0.44                |
| 33 | 15         | «Небесный гость» «The Celestial Visitor»                              | Рубэн Гарсиа      | Нога Ландау и Мелинда Хсу Тэйлор и Кэмерон Джонсон | 12 мая 2021     | 215         | 0.46                |
| 34 | 16         | «Присвоенные ключи» «The Purloined Keys»                              | Джеффри В. Бёрд   | Джесси Штерн и Кэтрин ДиСавино                     | 19 мая 2021     | 216         | 0.41                |
| 35 | 17         | «Суждения опасного пленника» «The Judgement of the Perilous Captive»  | Джеффри В. Бёрд   | Эрика Харрисон                                     | 26 мая 2021     | 217         | 0.39                |
| 36 | 18         | «Отзвуки забытых печалей» «The Echo of Lost Tears»                    | Аманда Роу        | Нога Ландау и Кейт Малони-Шварц                    | 2 июня 2021     | 218         | 0.49                |

### Сезон 3 (2021—2022)
| № общий | № в сезоне | Название                                                             | Режиссёр   | Автор сценария | Дата премьеры   | Произв. код | Зрители в США (млн) |
| ------- | ---------- | -------------------------------------------------------------------- | ---------- | -------------- | --------------- | ----------- | ------------------- |
| 37      | 1          | «Отогревание замёрзшего сердца» «The Warning of the Frozen Heart»    | Неизвестно | Неизвестно     | 8 октября 2021  | 301         | 0.42                |
| 38      | 2          | «Путешествие опасного разума» «The Journey of the Dangerous Mind»    | Неизвестно | Неизвестно     | 15 октября 2021 | 302         | 0.33                |
| 39      | 3          | «Показания казнённого человека» «The Testimony of the Executed Man»  | Неизвестно | Неизвестно     | 22 октября 2021 | 303         | 0.34                |
| 40      | 4          | «Демон Пайпер Бич» «The Demon of Piper Beach»                        | Неизвестно | Неизвестно     | 29 октября 2021 | 304         | 0.34                |
| 41      | 5          | «Видение Бирчвудского узника» «The Vision of the Birchwood Prisoner» | Неизвестно | Неизвестно     | 5 ноября 2021   | 305         | 0.30                |
| 42      | 6          | «Миф о пойманном охотнике» «The Myth of the Ensnared Hunter»         | Неизвестно | Неизвестно     | 12 ноября 2021  | 306         | 0.33                |
| 43      | 7          | «Гамбит запутанных душ» «The Gambit of the Tangled Souls»            | Неизвестно | Неизвестно     | 19 ноября 2021  | 307         | 0.35                |
| 44      | 8          | «Сожжение печалей» «The Burning of the Sorrows»                      | Неизвестно | Неизвестно     | 3 декабря 2021  | 308         | 0.28                |
| 45      | 9          | «Голоса во время мороза» «The Voices in the Frost»                   | Неизвестно | Неизвестно     | 10 декабря 2021 | 309         | 0.29                |
| 46      | 10         | «Исповедь долгой ночи» «The Confession of the Long Night»            | Неизвестно | Неизвестно     | 7 января 2022   | 310         | 0.45                |
| 47      | 11         | «Зачарованный присяжный» «The Spellbound Juror»                      | Неизвестно | Неизвестно     | 14 января 2022  | 311         | 0.40                |
| 48      | 12         | «Символ древа ведьмы» «The Witch Tree Symbol»                        | Неизвестно | Неизвестно     | 21 января 2022  | 312         | 0.47                |
| 49      | 13         | «Выкуп за брошенную душу» «The Ransom of the Forsaken Soul»          | Неизвестно | Неизвестно     | 28 января 2022  | 313         | 0.35                |

### Сезон 4 (2023)
| № общий | № в сезоне | Название                                                          | Режиссёр           | Автор сценария                                                  | Дата премьеры   | Произв. код | Зрители в США (млн) |
| ------- | ---------- | ----------------------------------------------------------------- | ------------------ | --------------------------------------------------------------- | --------------- | ----------- | ------------------- |
| 50      | 1          | «Дилемма любовного проклятия» «The Dilemma of the Lover's Curse»  | Аманда Роу         | Нога Ландау                                                     | 31 мая 2023     | 401         | 0.39                |
| 51      | 2          | «Ярость девы» «The Maiden's Rage»                                 | Лили Хуэй          | Кэти Шварц и Лейлани Террелл                                    | 7 июня 2023     | 402         | 0.47                |
| 52      | 3          | «Опасность символа надежды» «The Danger of the Hopeful Sigil»     | Джем Гаррард       | Селин Гигер и Лорен Гловер                                      | 14 июня 2023    | 403         | 0.40                |
| 53      | 4          | «Возвращение Убийцы-Крюка» «The Return of the Killer's Hook»      | Паскаль Верчурис   | Джен Вестуто и Мелисса Марлетт Террелл                          | 21 июня 2023    | 404         | 0.36                |
| 54      | 5          | «Оракул шепчущих останков» «The Oracle of the Whispering Remains» | Скотт Вулф         | Лиза Бао и Лориель Харт Маргер                                  | 28 июня 2023    | 405         | 0.37                |
| 55      | 6          | «Паутина вчерашних дней» «The Web of Yesterdays»                  | Ларри Тенг         | Алекс Тауб и Тиффани Паттерсон                                  | 5 июля 2023     | 406         | 0.38                |
| 56      | 7          | «Жатва полого дуба» «The Reaping of Hollow Oak»                   | Эдриен Диполд      | Кэти Шварц и Хейли Муноз                                        | 12 июля 2023    | 407         | 0.39                |
| 57      | 8          | «Кривой баннистер» «The Crooked Bannister»                        | Ларри Тенг         | Телесценарий: Джен Вестуто и Мелисса Марлетт Рассказ: Сара Пирс | 19 июля 2023    | 408         | 0.37                |
| 58      | 9          | «Воспоминание о похищенной душе» «The Memory of the Stolen Soul»  | Робин Гивенс       | Лиза Бао и Тиффани Паттерсон                                    | 26 июля 2023    | 409         | 0.34                |
| 59      | 10         | «Баллада о предрешенных жизнях» «The Ballad of Lives Foregone»    | Кристин Леман      | Лориель Харт Маргер и Хейли Муноз                               | 2 августа 2023  | 410         | 0.37                |
| 60      | 11         | «Жертвоприношение грешника» «The Sinner's Sacrifice»              | Мелинда Хсу Тейлор | Алекс Тауб и Лейлани Террелл                                    | 9 августа 2023  | 411         | 0.39                |
| 61      | 12         | «Сердцебиение правды» «The Heartbreak of Truth»                   | Кристин Леман      | Селин Гейгер                                                    | 16 августа 2023 | 412         | 0.40                |
| 62      | 13         | «Свет между жизнями» «The Light Between Lives»                    | Аманда Роу         | Нога Ландау, Мелинда Хсу Тейлор и Лорен Гловер                  | 23 августа 2023 | 413         | 0.35                |

## Производство

### Разработка
В сентябре 2018 года The CW объявила, что Джош Шварц и Стефани Савидж разрабатывают телесериал о Нэнси Дрю. 7 мая 2019 года The CW объявил, что проект был выбран для сериала. 16 мая 2019 года The CW выпустила первый официальный трейлер сериала. Премьера пилотного эпизода состоится 9 октября 2019 года.
Премьера третьего сезона запланирована на 8 октября 2021 года.

### Кастинг
В начале 2019 года была снята пилотная серия с Кеннеди Макманн в качестве главного героя, Тунджи Касимом в роли Нэда «Ника» Никерсона, Алексом Саксоном в роли Эйса, Леа Льюис в роли Джорджи, Мэддисон Джайзани в роли Бэсс и Фредди Принца мл. в роли Карсона Дрю, отца Нэнси. Памэла Сью Мартин, которая сыграла Нэнси Дрю в сериале 1970-х годов «Братья Харди и Нэнси Дрю», была выбрана в роли Гарриэт Гроссэт для пилотной серии, в апреле 2019 года. 9 мая 2019 года было объявлено, что Скотт Вульф заменил Принца в роли Карсона Дрю. 16 мая 2019 Райли Смит присоединился к актёрскому составу в роли Райана Хадсона.

### Съёмки
Съёмки первого сезона начались 22 июля в Ванкувере и продлились до 22 декабря 2019 года.

## Спин-офф
28 октября 2020 года было объявлено, что The CW разрабатывает спин-офф под названием «Том Свифт». Сериал основан на одноименной серии книг и создан Мелиндой Хсу Тейлор, Ногой Ландау и Кэмероном Джонсоном. 26 января 2021 года Тиан Ричардс получил главную роль. 8 февраля 2021 года было объявлено, что Рубен Гарсия будет снимать пилотный эпизод. 11 мая 2021 года ЛеВар Бертон присоединился чтобы озвучить, роль Барклая. 30 августа 2021 года Том Свифт был заказан первый сезон состоящий из 13 эпизодов, дебютировав во время 2021–22 телевизионного сезона. В феврале 2022 года Эшли Мюррей присоединилась к актерскому составу в роли Зензи Фуллертон. В марте 2022 года Уорд Хортон присоединился к актерскому составу в роли конгрессмена Натана Эскола. Премьера состоялась 31 мая 2022 года, сериал был отменен после первого сезона.

## Восприятие

### Критическая оценка
На Rotten Tomatoes Nancy Drew собирает рейтинг одобрения 53 %, основанный на 30 отзывах со средним рейтингом 7.31 из 10. Критический консенсус сайта гласит, «Привлекательный эстетический и многообещающий ансамбль не может оживить Нэнси Дрю, чрезмерно задумчивая и, к сожалению, мягкая тайна, которой слишком близко следует по стопам шоу, к которому она стремится.» На Metacritic средневзвешенная оценка 55 из 100, основанная на 12 критиках, что указывает на «смешанные или средние оценки»".

### Рейтинг
| №  | Название                              | Дата показа     | Рейтинг (18—49) | Зрителей (миллионов) | DVR (18—49) | Зрителей DVR (миллионов) | Всего (18—49) | Всего зрителей (миллионов) |
| -- | ------------------------------------- | --------------- | --------------- | -------------------- | ----------- | ------------------------ | ------------- | -------------------------- |
| 1  | «Пилот»                               | 9 октября 2019  | 0.3/2           | 1.18                 | 0.3         | 0.97                     | 0.6           | 2.14                       |
| 2  | «Тайна Старого Морга»                 | 16 октября 2019 | 0.2/1           | 0.80                 | 0.2         | 0.73                     | 0.4           | 1.53                       |
| 3  | «Проклятие Темного Шторма»            | 23 октября 2019 | 0.2/1           | 0.81                 | 0.2         | 0.64                     | 0.4           | 1.45                       |
| 4  | «Кольцо Духа»                         | 30 октября 2019 | 0.1/1           | 0.69                 | 0.3         | 0.68                     | 0.4           | 1.36                       |
| 5  | «Случай со Своенравным Духом»         | 6 ноября 2019   | 0.1/1           | 0.62                 | 0.3         | 0.58                     | 0.4           | 1.20                       |
| 6  | «Загадка Блэквуд Лодж»                | 13 ноября 2019  | 0.2/1           | 0.73                 | 0.2         | 0.63                     | 0.4           | 1.36                       |
| 7  | «История об Упавшей Морской Королеве» | 20 ноября 2019  | 0.2/1           | 0.73                 | 0.2         | 0.55                     | 0.4           | 1.28                       |
| 8  | «Путь Теней»                          | 4 декабря 2019  | 0.2/1           | 0.68                 | 0.2         | 0.55                     | 0.4           | 1.23                       |
| 9  | «Потайная Лестница»                   | 11 декабря 2019 | 0.1/1           | 0.74                 | 0.2         | 0.50                     | 0.3           | 1.24                       |
| 10 | «След Отравителя Драгоценностей»      | 15 января 2020  | 0.1/1           | 0.66                 | 0.1         | 0.52                     | 0.2           | 1.18                       |
| 11 | «Призрак Бонни Скот»                  | 22 января 2020  | 0.1/1           | 0.54                 | 0.1         | 0.50                     | 0.2           | 1.04                       |
| 12 | «Леди из Лэркспур Лэйн»               | 29 января 2020  | 0.1/1           | 0.63                 | 0.1         | 0.50                     | 0.2           | 1.13                       |
| 13 | «Шепчущая коробка»                    | 5 февраля 2020  | 0.1             | 0.62                 | 0.2         | 0.46                     | 0.3           | 1.08                       |
| 14 | «След Незваного Гостя»                | 26 февраля 2020 | 0.1             | 0.59                 | 0.1         | 0.49                     | 0.2           | 1.08                       |
| 15 | «Ужас Хорзшу Бэй»                     | 4 марта 2020    | 0.1             | 0.61                 | 0.2         | 0.56                     | 0.3           | 1.17                       |
| 16 | «Охота на Нэнси Дрю»                  | 11 марта 2020   | 0.1             | 0.67                 | 0.2         | 0.47                     | 0.3           | 1.14                       |
| 17 | «Девушка в Медальоне»                 | 15 апреля 2020  | 0.1             | 0.55                 | 0.1         | 0.38                     | 0.2           | 0.93                       |
| 18 | «Ключ в Картине Капитана»             | 22 апреля 2020  | 0.1             | 0.49                 | 0.1         | 0.45                     | 0.2           | 0.94                       |